# Arnulf van Metz

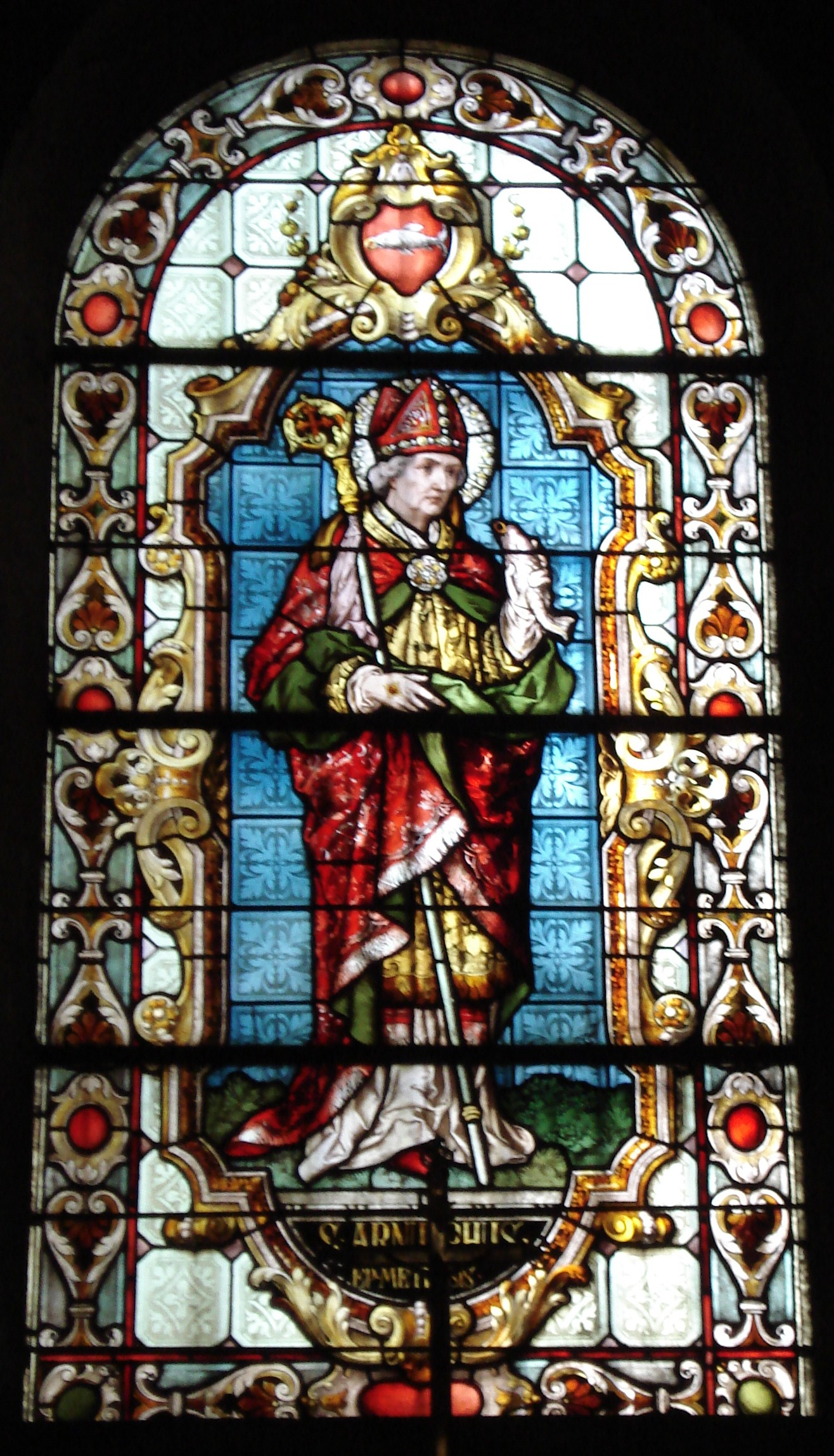
Bisschop Sint-Arnulf

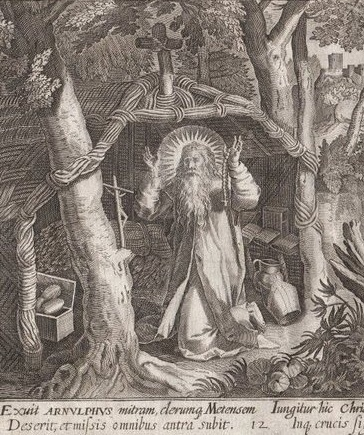
Sint-Arnulf na het ontzeggen van zijn ambten

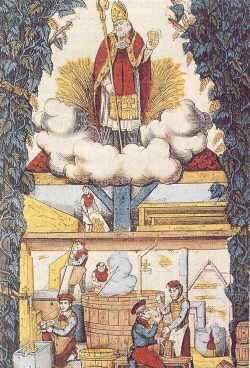
Sint-Arnulf als patroon van de brouwers

Arnulf van Metz (Lay-Saint-Christophe (bij Nancy), ca. 582 - bij Remiremont, 16 augustus 640) was een Frankische edelman en later bisschop van Metz. Hij was een van de belangrijkste Frankische politici van zijn tijd en is na zijn dood heilig verklaard. Hij was eerst begraven in Remiremont, maar is in 717 herbegraven in Metz in de abdij van de Heilige Apostelen die daarna naar hem de Sint-Arnoldusabdij werd genoemd.

## Leven
Arnulf was een zoon van Bodogisel en Chrodoara, beter bekend als Oda van Amay. Zijn moeder stamde uit de familie van de Chrodoijnen, een machtige Merovingische familie met bezittingen in het Rijn- en Maasland en rond Trier.
Hij diende aan het Austrasische hof onder de merovinger Theudebert II (595-612) en was beheerder van de koninklijke domeinen en graaf aan de Schelde. In 613 leidde hij, met Pepijn van Landen en hofmeier Warnachar II van Bourgondië, de aristocratische opstand tegen de nieuwe minderjarige koning van Austrasië en Bourgondië, Sigebert II, en de koningin-overgrootmoeder Brunhilde van Austrasië die de feitelijke macht bezat - wat de oorzaak was van het conflict. De opstandelingen sloten een bondgenootschap met de merovinger Chlotarius II van Neustrië. Tezamen versloegen ze de troepen van Sigebert en Brunhilde bij de Aisne, waarna Sigebert en Brunhilde werden gedood. In Andernach werd een verdrag gesloten waarin de autonomie van Austrasië en de leidende rol van de Austrasische adel werden vastgelegd.
In 614 gaf Arnulf te kennen dat hij in een klooster wilde treden, maar in plaats daarvan benoemde Chlotarius hem tot bisschop van Metz, wat een ook politiek belangrijke functie was. In 623 werd hij voogd van Dagobert I, die door zijn vader tot koning van Austrasië was benoemd (wat een erkenning was van de Austrasische autonomie). Een jaar later onderdrukte hij samen met Pepijn een opstand in Thüringen. In 625 bemiddelde hij bij de totstandkoming van een overeenkomst tussen Chlotarius en Dagobert.
In 629 trad hij in het klooster van Remiremont. De overlevering vertelt dat hij zorg droeg voor zieken en leprozen en dat hij de rest van zijn leven als kluizenaar leefde.

## Heilige
Arnulf wordt vaak de beschermheilige van de brouwers genoemd, maar dat lijkt een verwarring te zijn met St. Arnold van Soissons. Zijn naamdagen vallen op 18 juli en 14 augustus. (zie Heiligenkalender)
Volgens de legende werd Arnulf gekweld door wroeging over zijn vroegere daden en gooide hij zijn bisschopsring in een rivier, zeggende dat hij pas zou weten dat God zijn zonden vergaf, als hij de ring terug zou zien. Korte tijd later werd de ring teruggevonden in een vis.
In 717 zijn zijn relieken overgebracht naar een Benediktijner abdij van de Heilige Apostelen bij Metz. Deze abdij werd nadien naar hem vernoemd en werd ten tijde van Karel de Grote een prominente plaats voor de begrafenis van de Karolingen; o.a. Lodewijk de Vrome en zijn moeder Hildegard (derde vrouw van Karel de Grote) zijn er begraven. Door verbouwingen, oorlogsgeweld en door vernielingen tijdens de Franse Revolutie zijn de abdij en de keizerlijke grafkelders verloren gegaan.

## Familie
Van de voorouders van Arnulf is volgens alle bronnen niets met zekerheid bekend. Ze worden alleen genoemd in latere genealogieën, die vooral tot doel lijken te hebben de Karolingen te verbinden met de Merovingen en met Romeinse voorouders. De Vita van Arnulf vermeldt alleen dat hij uit een rijke adellijke familie komt. Zijn familie had vermoedelijk bezittingen bij Metz en Verdun.
Voor hij bisschop werd, was hij getrouwd met Doda (geboren ca. 590). Na zijn benoeming tot bisschop zou zij zijn ingetreden in een klooster in Trier. Van Doda is verder eigenlijk niets bekend; de stelling dat zij een dochter van Arnoald was, lijkt alleen gebaseerd te zijn op het gegeven dat zowel Arnoald als Arnulf graaf was aan de Schelde, welke functie dan via Doda zou zijn doorgegeven. Arnulf en Doda hadden twee zoons:
- Ansegisel (607-voor 679), gehuwd met de H. Begga, overgrootvader van Karel de Grote. Arnulf wordt dan ook gezien als de stamvader van de Arnulfingen en de daaruit komende Karolingen.
- Chlodulf, bisschop van Metz

- Gemeinsame Normdatei: 119090856
- International Standard Name Identifier: 0000 0001 1560 944X
- Library of Congress Control Number: n90651873
- Nationale Bibliotheek van Tsjechië: osd20251256015
- Nationale Bibliotheek van Israël: 987007279642505171
- Nationale Bibliotheek van Polen: a0000003569085
- Système universitaire de documentation: 030873746
- Virtual International Authority File: 16388438
- WorldCat: E39PBJghhytpRmmTFBbdDQhrbd